# Yaniet Marrero López
Yaniet Marrero López (Majibacoa, Cuba, 4 de abril de 1983) es una Gran Maestro Femenino de ajedrez cubana. 

## Resultados destacados en competición
Fue una vez campeona de Cuba femenina de ajedrez en 2011 y subcampeona en 2007. Fue ganadora del campeonato de Cuba juvenil femenino en 2001 y subcampeona en 2002.
Comenzó a destacar en los campeonatos por edades, ha  sido campeona de Cuba en los Campeonatos Nacionales Escolares de las siguientes categorías, categoría de 11-12 en 1995 , categoría de 13-14 en 1996 y categoría de 15-16 en 1999.
Participó representando a Cuba en las Olimpíadas de ajedrez en cuatro ocasiones, en 2004, 2006, 2008 y 2010, en 2010 en Janti-Mansisk, alcanzó la medalla de oro individual al tercer tablero.
Ganó los siguientes torneos, en 2010 el torneo Memorial Maria Teresa Mora en La Habana.